# The Javelins
The Javelins (также Ian Gillan & the Javelins, дословно: «спортивные копья») — британская группа, известная как первый музыкальный коллектив рок-вокалиста Иэна Гиллана, который в этой группе выступал под именем Jess Gillan.
Сформированная в октябре 1962 года в Западном Лондоне, группа выступала в различных лондонских клубах (Хестон, Wistowe House в Хейесе), но в своей первой инкарнации не выпустила ни одной записи. В апреле 1964 года Гиллан был приглашён в Wainwright's Gentlemen и группа прекратила своё существование.
В состав группы помимо вокалиста входили Тони Тэкон (ритм-гитара), Тони Уитфилд (бас-гитара), Гордон Фермайнер (соло-гитара) и Кит Роуч (ударные). Этот же состав в 1994 году записал на RPM Records свой первый альбом Sole Agency and Representation, переизданный в 2000 году на Purple Records как «Raving with Ian Gillan & The Javelins».
В 2018 году вышел второй альбом рок'н'ролльных стандартов под эпонимическим названием «Ian Gillan & The Javelins». Он был записан в Chameleon Studios в Гамбурге, при участии клавишника Deep Purple Дона Эйри на фортепиано.